# Katarina Marinković
Katarina Marinković (ur. 4 kwietnia 1996) – serbska siatkarka, przyjmująca.
Obecnie występuje w drużynie Crvena zvezda Belgrad.